# کریبز
کریبز (به انگلیسی: The Cribs) یک گروه موسیقی ایندی راک انگلیسی است که در سال ۲۰۰۲ تشکیل شد. این گروه متشکل از دوقلوهای گری و ریان جارمن و برادر کوچک آنها راس جارمن است. بعداً جانی مار، نوازنده سابق اسمیتز، که از سال ۲۰۰۸ تا ۲۰۱۱ عضو رسمی گروه بود، به آنها پیوست. اغلب آثار آنها مورد تحسین و ستایش منتقدان قرار گرفته‌است.

## اعضا

### اعضای کنونی[۳]
- گری جارمن – گیتار بیس، آواز (۲۰۰۱–اکنون)
- رایان جارمن – گیتار، آواز (۲۰۰۱ –اکنون)
- راس جارمن – درامز (۲۰۰۱–اکنون)

### اعضای پیشین
- جانی مار – گیتار (۲۰۰۸–۲۰۱۱)

## ترانه‌شناسی

### آلبوم ها[۴][۵]
- The Cribs (۲۰۰۴)
- The New Fellas (۲۰۰۵)
- Men's Needs, Women's Needs, Whatever (۲۰۰۷)
- Ignore the Ignorant (۲۰۰۹)
- In the Belly of the Brazen Bull (۲۰۱۲)
- For All My Sisters (۲۰۱۵)
- 24-7 Rock Star Shit (۲۰۱۷)
- Night Network (۲۰۲۰)